# APO APOワールド ジャイアント馬場90分一本勝負
『APO APOワールド ジャイアント馬場90分一本勝負』（あぽ あぽワールド ジャイアントばば90ふんいっぽんしょうぶ）は、1996年公開の日本のアニメ映画。

## 概要
極悪非道の覆面レスラー・ドワルスキーの挑戦を受けたジャイアント馬場が、愛するプロレスの為に立ち向かう姿を描く。全日本プロレスリングの実在選手が実名で登場する。
また、郵便配達人を演じた富山敬の遺作となった。

## キャスト
- ジャイアント馬場：山寺宏一
- モト子：水谷優子
- ドワルスキー：野沢那智
- ジャンボ鶴田：堀内賢雄
- ラッシャー木村：千葉繁
- 永源遙：茶風林
- チョップ：緒方賢一
- キングマルチノ：増岡弘
- 郵便配達人：富山敬[注釈 1]
- 徳光アナウンサー：徳光和夫

## スタッフ
- 企画：八木ケ谷昭次、中沢敏明、辻本幸七
- プロデューサー：中島進、西村大志、星邦樹
- 原案：桜井妙子
- 監督：やすみ哲夫
- 脚本：菅良幸、田部俊行
- キャラクターデザイン：河南正昭
- 作画監督：河南正昭
- 美術監督：河野次郎
- 撮影監督：吉井一太
- 音響監督：本田保則
- 音楽：馬飼野康二
- 製作：松竹、セディック

## 主題歌
「APO APO ロックンロール」
歌：翔